# Stephanodoria tomentella
Stephanodoria tomentella là một loài thực vật có hoa trong họ Cúc. Loài này được (B.L.Rob.) Greene miêu tả khoa học đầu tiên năm 1895.